# ジェイミー・オズボーン
ジェイミー・オズボーン（Jamie Osborne、2001年11月16日 - ）は、ユナイテッド・ラグビー・チャンピオンシップのレンスター・ラグビーに所属しているラグビーユニオン選手である。

## 経歴
2020-21シーズンに、プロ14のスカーレッツ戦でレンスター・ラグビー公式戦デビューを果たした。
2021年、U20アイルランド代表として、U20シックス・ネイションズ・チャンピオンシップ全試合に、先発フルバックで出場。
2024年、ウェールズ代表による夏の南アフリカ遠征におけるテストマッチで、フルバックで代表初キャップを獲得。
2025年シックス・ネイションズ・チャンピオンシップでは、ウェールズ戦で先発出場しトライを決めた。